# Sergey Yulyevich Vitte
Bá tước Sergei Yulyevich Vitte (tiếng Nga: Серге́й Ю́льевич Ви́тте, phát âm [vitɛ]) (29 tháng 6 [lịch cũ 17 tháng 6] năm 1849  – 13 tháng 3 [lịch cũ 28 tháng 2] năm 1915), cũng gọi là Sergius Witte, là một nhà kinh tế, bộ trưởng, và thủ tướng của Đế chế Nga, người có ảnh hưởng lớn, là một trong những nhân vật chính trong lĩnh vực chính trị vào cuối thế kỷ 19 và đầu thế kỷ 20.
Witte không phải là một người tự do hay bảo thủ. Ông đã thu hút vốn đầu tư nước ngoài để đẩy mạnh công nghiệp hóa của Nga. Witte phục vụ dưới hai vị hoàng đế cuối cùng của Nga, Alexander III và Nicholas II. Trong cuộc chiến Nga-Thổ Nhĩ Kỳ (1877-78), ông đã được bổ nhiệm lên đến một cương vị mà ở đó ông kiểm soát toàn bộ giao thông đi ngang qua các tuyến đường sắt Odessa. Với tư cách là Bộ trưởng Bộ Tài chính, Witte đã chủ trì khởi xướng quá trình công nghiệp hóa rộng rãi và quản lý các tuyến đường sắt khác nhau. Ông đã biên soạn bản tuyên ngôn tháng 10 năm 1905, và thông tin liên lạc của chính phủ, nhưng không tin rằng nó sẽ giải quyết vấn đề của Nga với chế độ độc tài Sa hoàng.
Vào ngày 20 tháng 10 năm 1905 ông trở thành Chủ tịch đầu tiên của Hội đồng Bộ trưởng Nga (Thủ tướng Chính phủ). Được hỗ trợ bởi Hội đồng của ông, ông đã thiết kế hiến pháp đầu tiên của Nga. Trong vòng vài tháng, ông chịu sự chỉ trích trong triều đình vì là một nhà cải cách. Ông đã từ chức trước khi Đại hội lần thứ nhất được triệu tập. Witte đã hoàn toàn tin tưởng rằng ông đã giải quyết vấn đề chính cung cấp sự ổn định chính trị cho chế độ, nhưng theo ông "vấn đề nông dân" hơn nữa sẽ xác định tính chất của hoạt động của Duma.
Ông được mô tả là "bộ trưởng tài chính cải cách vĩ đại của những năm 1890", "một trong những bộ trưởng giác ngộ nhất của Nicholas", và kiến trúc sư của bộ luật mới của Nghị viện Nga năm 1905.